# 1973
1973 (MCMLXXIII) je bilo navadno leto, ki se je po gregorijanskem koledarju začelo na ponedeljek.

## Dogodki
- 1. januar - Združeno kraljestvo, Irska in Danska vstopijo v Evropsko gospodarsko skupnost (predhodnico Evropske unije)
- 27. januar - s podpisom mirovne pogodbe v Parizu se konča ameriško posredovanje v vietnamski vojni.
- 6. februar - pričetek gradnje stolpa CN Tower v Torontu.
- 17. marec - izid albuma The Dark Side of the Moon skupine Pink Floyd.
- 3. april - izumitelj Martin Cooper v New Yorku opravi prvi klic z mobilnim telefonom.
- 4. april - v New Yorku uradno odprejo World Trade Center.
- 5. april - izstrelijo vesoljsko sondo Pioneer 11.
- 1. junij - vojaška hunta v Grčiji odpravi monarhijo in razglasi republiko.
- 30. junij - eden izmed najdaljših popolnih sončevih mrkov v 2. tisočletju je viden nad ekvatorialno Afriko.
- 10. julij - Bahami postanejo neodvisna država znotraj Skupnosti narodov.
- 15. avgust - s prekinitvijo ameriškega bombardiranja Kambodže se konča dvanajstletno obdobje spopadov v Jugovzhodni Aziji.
- 11. september - vojaška hunta pod vodstvom Augusta Pinocheta s podporo ZDA strmoglavi demokratično izvoljeno vlado Čila in prevzame oblast.
- 20. oktober - 14 let po začetku gradnje je odprta Sydneyska operna hiša.
- 26. oktober - konča se Jomkipurska vojna.
- 30. oktober - končan je Bosporski most, povezava med Anatolijo in Balkanom.
- 3. november - izstrelijo medplanetarno vesoljsko sondo Mariner 10 proti Veneri in Merkurju.
- 15. december - Ameriško psihiatrično združenje umakne homoseksualnost iz svojega priročnika duševnih motenj.

## Rojstva
- 11. januar - Ambrož Čopi, slovenski skladatelj in zborovodja
- 14. januar - Giancarlo Fisichella, italijanski dirkač Formule 1
- 20. januar - Mathilde, belgijska kraljica
- 28. januar - Katarina Kresal, slovenska pravnica in političarka
- 1. februar - Tatjana Doma, slovenska dramaturginja
- 19. marec - Damijan († 2009) in Sebastijan Cavazza, slovenska igralca
- 27. marec - Jan Plestenjak, slovenski glasbenik
- 4. april - Janko Lozar Mrevlje, slovenski filozof in profesor
- 12. april - Marko Naberšnik, slovenski režiser in scenarist
- 14. april - Roberto Ayala, argentinski nogometaš
- 22. april - Janko Narat (Jenki), slovenski glasbenik, pevec, humorist in kantavtor
- 7. maj - Gašper Tič, slovenski igralec († 2017)
- 11. maj - Danijel Bešič Loredan, zdravstveni minister
- 20. julij - Haakon, norveški prestolonaslednik
- 25. julij - Kenny Roberts, Jr., ameriški motociklistični dirkač
- 31. julij - Manca Ogorevc, slovenska igralka
- 21. avgust - Sergey Brin, rusko-ameriški poslovnež
- 12. september - Paul Walker, ameriški filmski igralec († 2013)
- 24. oktober - Mojca Mavec, slovenska novinarka in televizijska voditeljica
- 2. december - Monika Seleš, ameriška tenisačica srbskega rodu
- 6. december - Valentin Hajdinjak, slovenski ekonomist in politik
- 11. december - Ralph Intranuovo, kanadski hokejist

## Smrti
- 22. januar - Lyndon Johnson, predsednik ZDA (* 1908)
- 8. april - Pablo Picasso, španski slikar, kipar (* 1881)
- 28. april - Jacques Maritain, francoski filozof (* 1882)
- 9. junij - Erich von Manstein, nemški feldmaršal (* 1887)
- 6. julij - Otto Klemperer, nemško-ameriški dirigent, skladatelj judovskega rodu (* 1885)
- 7. julij - Max Horkheimer, nemški filozof in sociolog judovskega rodu (* 1895)
- 20. julij - Bruce Lee, kitajsko-ameriški kung-fu igralec (* 1940)
- 1. avgust - Stane Kregar, slovenski slikar, duhovnik, učitelj in prešernov nagrajenec (* 1905)
- 5. avgust - Mark Lazarevič Levi oz. Mihail Agejev, ruski pisatelj
- 2. september - John Ronald Reuel Tolkien, angleški pisatelj in jezikoslovec (* 1892)
- 11. september - Salvador Allende, čilski predsednik (* 1908)
- 15. september - Gustav VI. Adolf Švedski (* 1882)
- 23. september - Pablo Neruda, čilski pesnik (* 1904)
- 2. oktober - Paavo Nurmi, finski tekač (* 1897)
- 8. oktober - Gabriel Marcel, francoski dramatik, filozof (* 1889)
- 18. oktober - Leo Strauss, nemško-ameriški filozof judovskega rodu (* 1899)
- 22. oktober - Pau Casals, katalonski violončelist, dirigent (* 1876)
- 25. oktober - Abebe Bikila, etiopski maratonec (* 1932)
- 16. november - Alan Watts, angleški pisatelj, filozof in popularizator azijskih filozofij (* 1915)
- 5. december - sir Robert Alexander Watson-Watt, škotski fizik (* 1892)
- 17. december - Charles Greeley Abbot, ameriški astrofizik, astronom (* 1872)
- 23. december - Gerard Peter Kuiper, ameriški astronom nizozemskega rodu (* 1905)
- 27. december - Pavel Bermondt-Avalov, častnik Ruske carske armade in kozaški pustolovec-vojskovodja (* 1877)

## Nobelove nagrade
- Fizika - Leo Esaki, Ivar Giaever, Brian David Josephson
- Kemija - Ernst Otto Fischer, Geoffrey Wilkinson
- Fiziologija ali medicina - Karl von Frisch, Konrad Lorenz, Nikolaas Tinbergen
- Literatura - Patrick White
- Mir - Henry A. Kissinger, LeDuc Tho
- Ekonomija - Wassily Leontief